# Greers Ferry (Arkansas)
Greers Ferry – miasto w Stanach Zjednoczonych, w stanie Arkansas, w hrabstwie Cleburne.